# SikTh
SikTh – brytyjski zespół, wykonujący mathcore, metal progresywny, założony w 2001 roku w Watford, Anglia.

## Skład
- Mikee Goodman – wokal
- Joe Rosser[1] – wokal (od 2016)
- James Leach – bas
- Dan "Loord" Foord – perkusja
- Graham "Pin" Pinney – gitara
- Dan Weller – gitara, pianino

## Dyskografia
- The Trees Are Dead & Dried Out Wait for Something Wild (2003)
- Death of a Dead Day (2006)
- Let the Transmitting Begin (EP) (2002)
- How May I Help You? (EP) (2002)
- Scent of the Obscene (singel) (2003)
- Peep Show (singel) (2003)
- Flogging the Horses (EP) (2006)
- The Future in Whose Eyes? (2017)